# 副島博志
副島 博志（そえじま ひろし、1959年（昭和34年）7月26日 - ）は、日本の元サッカー選手、サッカー指導者。佐賀県佐賀郡川副町（現：佐賀市）出身。

## 経歴
佐賀県立佐賀商業高等学校を卒業後、ヤンマークラブを経て、1980年にヤンマーディーゼルサッカー部（現在のセレッソ大阪）に入部。現役時代のポジションは守備的ミッドフィールダー、ディフェンダー。1991年（平成3年）に住友金属工業蹴球団（現在の鹿島アントラーズ）に移籍し、翌年引退。そのままアントラーズでサテライトコーチやフィジカルコーチを務める。
その後、ガンバ大阪やセレッソ大阪のサテライトでコーチや監督を務めた後、1999年（平成11年）に初めてトップチームのコーチに就任。天皇杯前に監督のレネ・デザイェレが突然辞任したときは監督代行を務め、2000年（平成12年）にそのまま監督に就任。
C大阪では2000年1stステージで最終戦に勝てば優勝という所まで行ったが優勝を逃してしまう。2ndステージは中位の成績だったが、2001年（平成13年）は残留争いに巻き込まれ、8月に解任された（その年C大阪は結局J2降格）。
2002年（平成14年）は故郷に戻り、J2所属のサガン鳥栖の監督を務める。2002年の前後数年はサガンが経営危機に揺れた時期で、その時期の中では比較的良い成績（9位）を収めたが、続投要請を断って辞任。2003年（平成15年）はヴィッセル神戸で再びJ1チームの監督を務めたが、これも1年で辞任した。
2004年（平成16年）からは桃山学院大学のサッカー部監督を務めていたが、2005年9月にU-18監督兼ユース総監督という肩書でセレッソに復帰した。
2009年（平成21年）は、ヤンマー時代のチームメイトであった楚輪博監督率いるJ2のカターレ富山のヘッドコーチに就任。
2010年（平成22年）より、J2のザスパ草津の監督に就任。2012年シーズン終了後に草津の監督を退任し、ジェフユナイテッド市原・千葉のＵ－18チームの監督に就任した。
2015年（平成27年）にはタイ2部（Division-1）のアユタヤFC監督に就任し、初の海外チームでの指揮を執ったが、開幕9試合を1勝2分け6敗(得点12、失点25)の勝ち点5でリーグ最下位に沈み、4月27日に解任された。
2016年より大阪学芸高校女子サッカー部の監督を務めている。

## 所属クラブ
- 佐賀商業高校
- 1978年 - 1979年 ヤンマークラブ
- 1980年 - 1991年 ヤンマーディーゼル
- 1991年 - 1992年 住友金属

## 個人成績
| 国内大会個人成績 | 国内大会個人成績 | 国内大会個人成績 | 国内大会個人成績 | 国内大会個人成績 | 国内大会個人成績 | 国内大会個人成績 | 国内大会個人成績 | 国内大会個人成績 | 国内大会個人成績 | 国内大会個人成績 | 国内大会個人成績 |
| 年度             | クラブ           | 背番号           | リーグ           | リーグ戦         | リーグ戦         | リーグ杯         | リーグ杯         | オープン杯       | オープン杯       | 期間通算         | 期間通算         |
| 年度             | クラブ           | 背番号           | リーグ           | 出場             | 得点             | 出場             | 得点             | 出場             | 得点             | 出場             | 得点             |
| 日本             | 日本             | 日本             | 日本             | リーグ戦         | リーグ戦         | JSL杯            | JSL杯            | 天皇杯           | 天皇杯           | 期間通算         | 期間通算         |
| ---------------- | ---------------- | ---------------- | ---------------- | ---------------- | ---------------- | ---------------- | ---------------- | ---------------- | ---------------- | ---------------- | ---------------- |
| 1978             | ヤンマー・ク     |                  | JSL2部           |                  |                  |                  |                  |                  |                  |                  |                  |
| 1979             | ヤンマー・ク     |                  | JSL2部           |                  |                  | 1                | 0                | 3                | 1                |                  |                  |
| 1980             | ヤンマー         | 18               | JSL1部           | 18               | 0                |                  |                  |                  |                  |                  |                  |
| 1981             | ヤンマー         | 8                | JSL1部           | 11               | 1                |                  |                  |                  |                  |                  |                  |
| 1982             | ヤンマー         | 8                | JSL1部           | 18               | 0                |                  |                  |                  |                  |                  |                  |
| 1983             | ヤンマー         | 8                | JSL1部           | 2                | 0                |                  |                  |                  |                  |                  |                  |
| 1984             | ヤンマー         | 8                | JSL1部           | 18               | 0                |                  |                  |                  |                  |                  |                  |
| 1985             | ヤンマー         | 8                | JSL1部           | 22               | 0                |                  |                  |                  |                  |                  |                  |
| 1986-87          | ヤンマー         | 6                | JSL1部           | 20               | 1                |                  |                  |                  |                  |                  |                  |
| 1987-88          | ヤンマー         | 6                | JSL1部           | 21               | 0                |                  |                  |                  |                  |                  |                  |
| 1988-89          | ヤンマー         | 6                | JSL1部           | 19               | 4                | 2                | 0                |                  |                  |                  |                  |
| 1989-90          | ヤンマー         | 6                | JSL1部           | 11               | 0                | 1                | 0                |                  |                  |                  |                  |
| 1990-91          | ヤンマー         | 6                | JSL1部           | 7                | 0                | 0                | 0                |                  |                  |                  |                  |
| 1991-92          | 住金             | 3                | JSL2部           | 15               | 0                | 2                | 0                | -                | -                | 17               | 0                |
| 通算             | 日本             | 日本             | JSL1部           | 167              | 6                |                  |                  |                  |                  |                  |                  |
| 通算             | 日本             | 日本             | JSL2部           |                  |                  |                  |                  |                  |                  |                  |                  |
| 総通算           |                  |                  |                  |                  |                  |                  |                  |                  |                  |                  |                  |

・JSL東西対抗戦（オールスターサッカー）　4回出場（1980年、1981年、1982年、1987年）
その他の公式戦
- 1990年
  - コニカカップ 2試合0得点

## 代表歴
- 日本代表初出場（国際Aマッチ）: 1980年6月9日 対 香港戦 (広州)
- 日本代表初出場 : 1980年5月25日 対  AAアルヘンティノス・ジュニアーズ戦 (国立競技場)

### 試合数
- 国際Aマッチ 3試合 0得点 (1980)

| 日本代表 | 国際Aマッチ | 国際Aマッチ | その他 | その他 | 期間通算 | 期間通算 |
| 年       | 出場        | 得点        | 出場   | 得点   | 出場     | 得点     |
| -------- | ----------- | ----------- | ------ | ------ | -------- | -------- |
| 1980     | 3           | 0           | 8      | 0      | 11       | 0        |
| 1981     | 0           | 0           | 1      | 0      | 1        | 0        |
| 通算     | 3           | 0           | 9      | 0      | 12       | 0        |

### 出場
| No. | 開催日         | 開催都市 | スタジアム | 対戦相手       | 結果 | 監督   | 大会                 |
| --- | -------------- | -------- | ---------- | -------------- | ---- | ------ | -------------------- |
| 1.  | 1980年06月09日 | 広州     |            | 香港           | ○3-1 | 渡辺正 | 広州国際サッカー大会 |
| 2.  | 1980年06月11日 | 広州     |            | 中華人民共和国 | ●0-1 | 渡辺正 | 広州国際サッカー大会 |
| 3.  | 1980年06月18日 | 広州     |            | 香港           | ○2-0 | 渡辺正 | 広州国際サッカー大会 |

## 指導歴
- 1992年 - 1995年  鹿島アントラーズ
  - 1992年 ファームコーチ
  - 1994年 - 1995年 サテライトコーチ
- 1996年 - 1997年  ガンバ大阪
  - 1996年 サテライトヘッドコーチ
  - 1997年 フィジカルコーチ兼サテライト監督
- 1998年  セレッソ大阪
  - 1998年 サテライトコーチ兼ユース監督
  - 1999年 コーチ
  - 2000年 - 2001年8月 監督
- 2002年  サガン鳥栖：監督
- 2003年  ヴィッセル神戸：監督
- 2004年 - 2005年  桃山学院大学：監督
- 2005年9月 - 2008年  セレッソ大阪：U-18監督
- 2009年  カターレ富山：ヘッドコーチ
- 2010年 - 2012年  ザスパ草津：監督
- 2013年 - 2014年  ジェフユナイテッド市原・千葉U-18：監督
- 2015年  アユタヤFC監督
- 2016年 -   大阪学芸高校女子サッカー部：監督

## 監督成績
| 年度 | 所属 | クラブ | リーグ戦 | リーグ戦 | リーグ戦 | リーグ戦 | リーグ戦 | リーグ戦 | カップ戦   | カップ戦 |
| 年度 | 所属 | クラブ | 順位     | 試合     | 勝点     | 勝       | 分       | 敗       | ナビスコ杯 | 天皇杯   |
| ---- | ---- | ------ | -------- | -------- | -------- | -------- | -------- | -------- | ---------- | -------- |
| 2000 | J1   | C大阪  | 5位      | 30       | 48       | 17       | 0        | 13       | 2回戦      | 準々決勝 |
| 2001 | J1   | C大阪  | -        | 17       |          | 3        | 2        | 12       | 1回戦      | -        |
| 2002 | J2   | 鳥栖   | 9位      | 44       | 41       | 9        | 14       | 21       | -          | 3回戦    |
| 2003 | J1   | 神戸   | 13位     | 30       | 30       | 8        | 6        | 16       | 予選リーグ | ベスト8  |
| 2010 | J2   | 草津   | 12位     | 36       | 48       | 14       | 6        | 16       | -          | 2回戦    |
| 2011 | J2   | 草津   | 9位      | 38       | 57       | 16       | 9        | 13       | -          | 2回戦    |
| 2012 | J2   | 草津   | 17位     | 42       | 47       | 12       | 11       | 19       | -          | 2回戦    |

- 2001年はセカンドステージ第2節まで。